# Zelotes sula
Zelotes sula är en spindelart som beskrevs av Lowrie och Willis J. Gertsch 1955. Zelotes sula ingår i släktet Zelotes och familjen plattbuksspindlar. Inga underarter finns listade i Catalogue of Life.